# 池川伸治
池川 伸治（いけがわ しんじ、1938年4月14日 - 2011年1月11日）は、日本の貸本漫画家。アシスタントは『ミナミの帝王』作者の郷力也。

## 経歴
太陽プロ出身。初期は「夏川ちさと」名義で少女漫画を描いていたが、1964年頃からホラー漫画（サイコスリラー漫画）に転向した。単行本総数は100冊を越え、不条理な作風と荒唐無稽な展開で異彩を放ち、漫画界に「少女スリラー」というジャンルを確立させる。1970年代以降はひばり書房で数作の描き下ろしを発表したのち沈黙。その後は漫画界から離れて、肉体労働をしながら全国の建設現場を転々とした。1990年代以降は貸本復刻ブームで再評価され、押切蓮介のウェブサイト本『カイキドロップ』（コアマガジン）に20数年の沈黙を破り読切作品「おジュースは死の香り（アミ君の巻）」を寄稿するが、これが絶筆となる。
漫画家の清野とおるとは交友があり、清野は『ハラハラドキドキ』第2巻に池川と出会ったエピソードを描いている。

## 単行本リスト
- 『花の秘めごと』ひばり書房 1962年 夏川ちさと名義
- 『いつの日か花咲かん』ひばり書房 夏川ちさと名義
- 『春美は泣かない』ひばり書房 夏川ちさと名義
- 『黒水仙はなぜ恐い?』ひばり書房 1964年頃
- 『奇・理子の墓』ひばり書房 1964年頃
- 『三つ目のママ 四つ目のパパ』ひばり書房 1965年
- 『血子ちゃん』別冊マーガレット 1965年11月号
- 『消えたママ』別冊マーガレット 1965年12月号
- 『くもの館』別冊マーガレット 1966年1月号
- 『首娘』別冊マーガレット 1966年2月号
- 『呪いの顔』別冊マーガレット 1966年3月号
- 『四月十四日の死恋』ひばり書房 1966年12月
- 『ミミのお稲荷さん』ひばり書房 1967年5月頃
- 『きちがい少女』宏文堂
- 『きちがい料理』詳細不明
- 『へん血くりん』詳細不明
- 『血と少女と血』詳細不明
- 『七才のペテン子』詳細不明
- 『餓鬼娘』詳細不明
- 『愛・愛・愛』詳細不明
- 『殺子・殺子の母』ひばり書房 1967年2月
- 『いとこ 赤子塚』詳細不明
- 『奇母・奇墓』詳細不明
- 『ゆうれい大統領』詳細不明
- 『カラカポン』詳細不明
- 『四つ墓コロリ』詳細不明
- 『さらさら鬼娘』詳細不明
- 『血のない美少年』ひばり書房 1968年1月
- 『猫と私と母と豚』ひばり書房 1968年頃
- 『奇談シリーズ8 花の百合子/毒の奇理子・炎の奇理子/双生児の鬼』まんだらけ出版 2019年 ※限定250部（協力：清野とおる）